# Vallnord

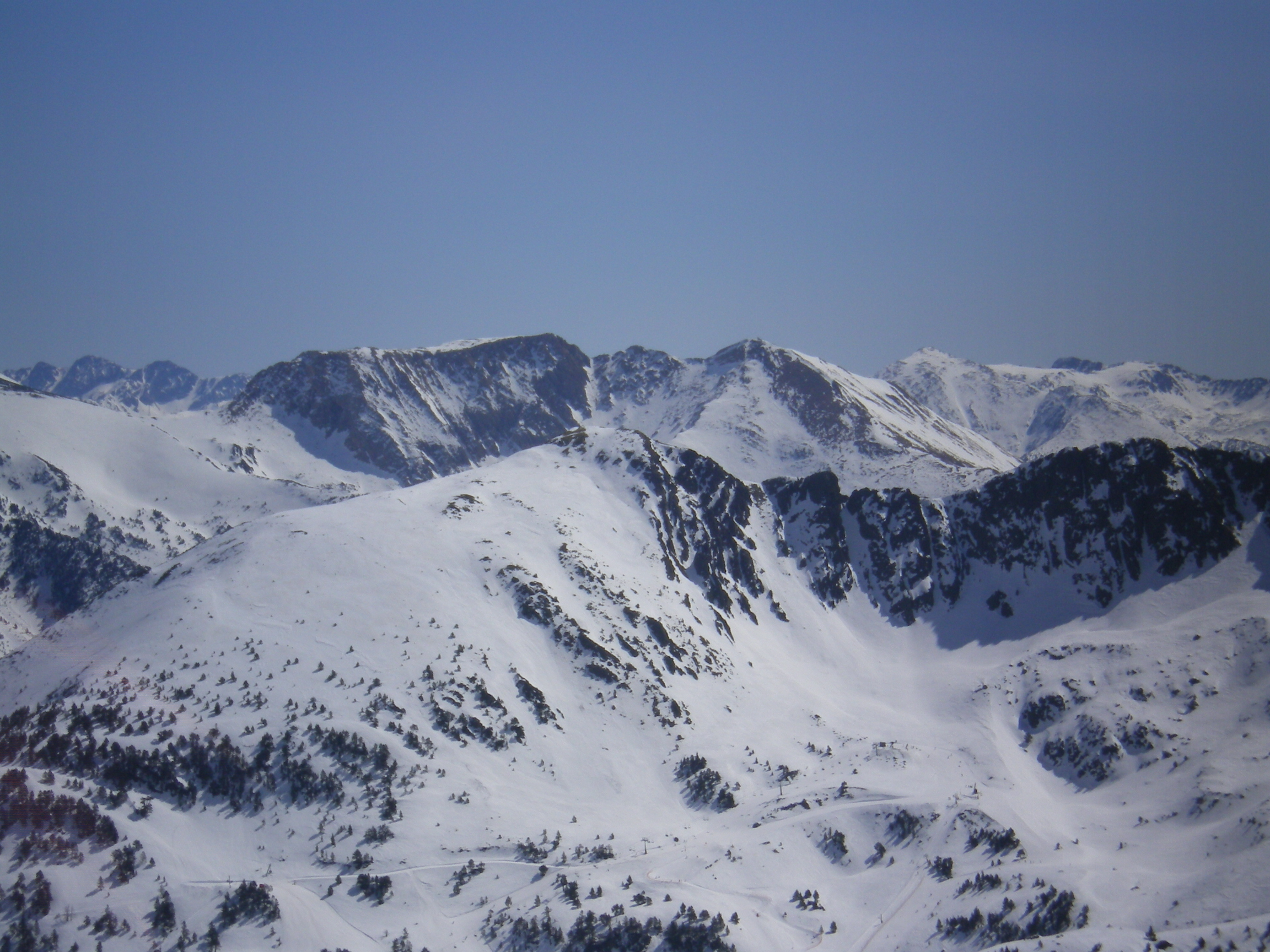
Uitzicht op de Casamanya vanaf het Ordino-Arcalis Sky Station

Vallnord is een wintersportgebied in het ministaatje Andorra in de Pyreneeën. Het skigebied ligt binnen de parochies La Massana en Ordino. Het omvat de gebieden Pal-Arinsal en Ordino-Arcalis (welke vanaf 2005 verbonden zijn door een kabelbaan).
De verschillende oorden binnen Vallnord herbergen blauwe, groene, rode en zwarte skihellingen, alsmede skischolen.

## Wielrennen
Het skigebied is enkele malen finishplaats geweest in verschillende wielerrondes. In 2006 was Vallnord finishplaats van de 4e etappe in de Ronde van Catalonië. In 2007 eindigde de vierde etappe van deze ronde in Arsinal en was de vijfde etappe een individuele tijdrit naar Arcalís. Datzelfde jaar eindigde de tiende etappe van de Ronde van Spanje ook op de top van de Arcalís en in 2009 eindigde de zevende etappe van de Ronde van Frankrijk eveneens op de top van deze berg.